# Länsväg 323
De Zweedse weg 323 (Zweeds: Länsväg 323) is een provinciale weg in de provincie Jämtlands län in Zweden en is circa 82 kilometer lang.

## Plaatsen langs de weg
- Bräcke
- Nyhem
- Kälarne
- Hammarstrand

## Knooppunten
- E14 bij Bräcke (begin)
- Länsväg 320 bij Kälarne
- Riksväg 87 bij Hammarstrand (einde)